# HHCKLA Buddhist Ma Kam Chan
HHCKLA Buddhist Ma Kam Chan is een boeddhistische middelbare school in Fan Ling, Hongkong. De school gebruikt Engels als onderwijs taal. Het werd in 1993 gesticht door de Hongkongse boeddhistische organisatie Heung Hoi Ching Kok Lin Association (HHCKLA). Deze school verschilt van de meeste scholen doordat het vak boeddhisme verplicht is voor alle leerlingen.
De eerste toezichthouder van de school was de bhikkhu Sik Kok-Kwong, voorzitter van Hong Kong Buddhist Association. Hij werd in 1996 opgevolgd door Ho Tak-Sam die nog steeds toezichter is.
De schoolnaam komt van Ma Kam-Chan (馬錦燦), een rijke zakenman die in 1989 overleed. Zijn familielid doneerde 5 miljoen Hongkong dollar aan de organisatie om de school te laten bouwen. Als blijk van dank mocht de nieuwe school de naam Mak Kam Chan dragen.